# HD 184499
HD 184499 (HIP 96185 / SAO 68491 / LHS 3469) es una estrella en la constelación de Cygnus situada visualmente 78 minutos de arco al sur de 8 Cygni.
De magnitud aparente +6,61, no tiene denominación de Bayer ni número de Flamsteed, siendo conocida por sus diversos números de catálogo.
HD 184499 se encuentra a 104 años luz del sistema solar.
Aunque figura catalogada en la base de datos SIMBAD como de tipo espectral G0V, su radio de 1,416 ± 0,04 radios solares indica que es una estrella más evolucionada que el Sol.
Efectivamente es una estrella muy antigua cuya edad está en el rango de 10 100 -12 300 millones de años.
HD 184499 tiene una temperatura efectiva de 5798 K y una masa de 0,87 masas solares.
Presenta un contenido relativo de hierro muy bajo, en torno a una cuarta parte del valor solar.
Las abundancias relativas de níquel, sodio y calcio son algo superiores a la de hierro, pero en cualquier caso claramente inferiores a las solares.
A diferencia del Sol, es una estrella del disco grueso e incluso otro estudio la considera una estrella del halo atravesando nuestro entorno galáctico.